# Nollywood

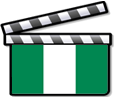
Tagning i Nollywood.

Nollywood kallas den nigerianska filmindustrins huvudstad i Lagos. Nigeria har världens näst största filmindustri efter Bollywood sedan 29 juni 2009 då de gick om Hollywood. Nollywood beräknas omsätta omkring 2 miljarder dollar årligen (2005). Filmerna spelas in på DVD och VCD och säljs eller hyrs ut. De görs ofta på engelska för att alla grupper i Nigeria och övriga länder i Afrika ska kunna se dem. Det görs ungefär 1200 filmer per år, vilket gör Nollywood till världens mest produktiva filmmarknad. Filmerna är passions- och hämnddraman men behandlar också diktatur och korruption. Det produceras också en del kristna filmer i Nigeria.

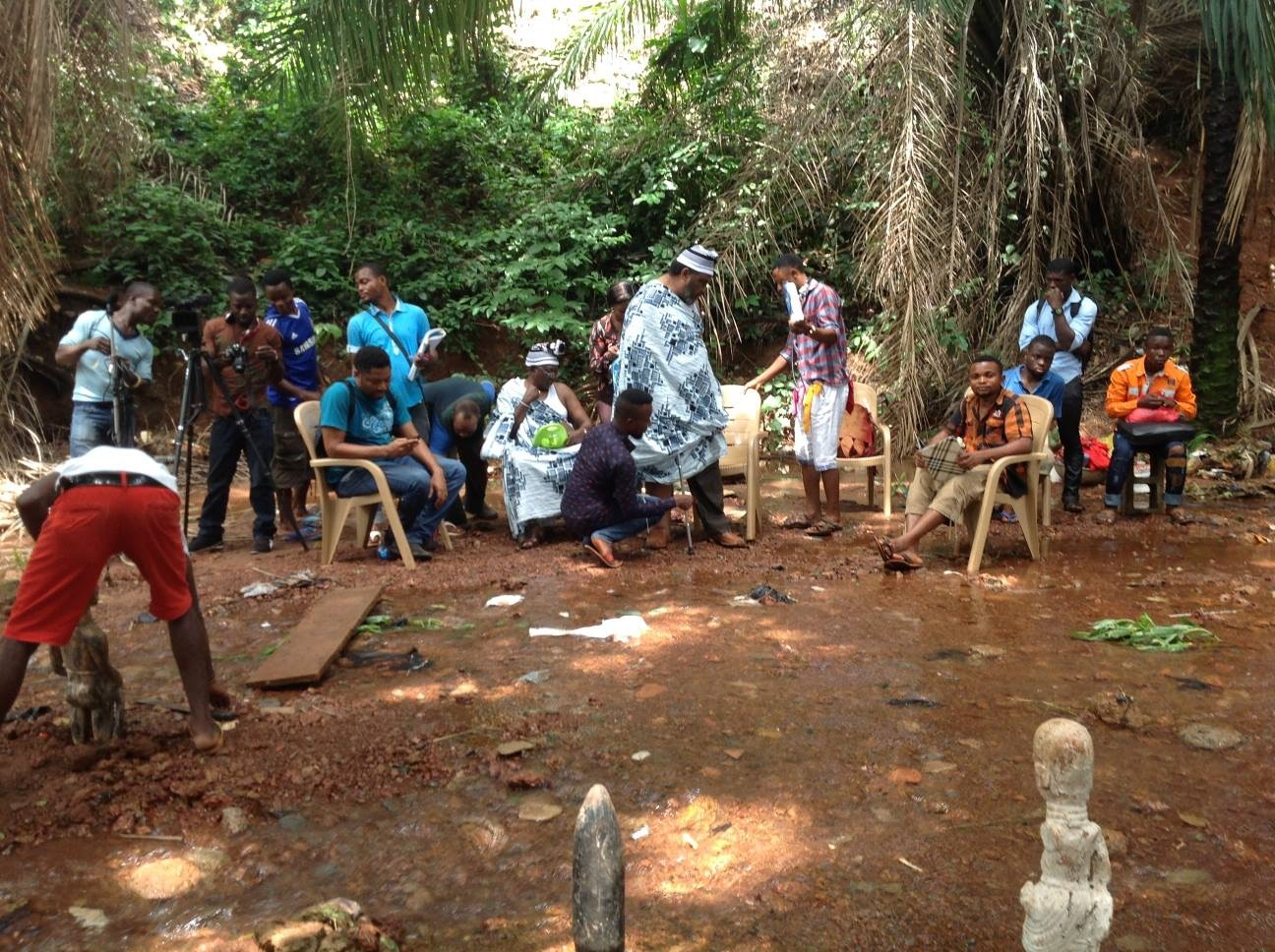
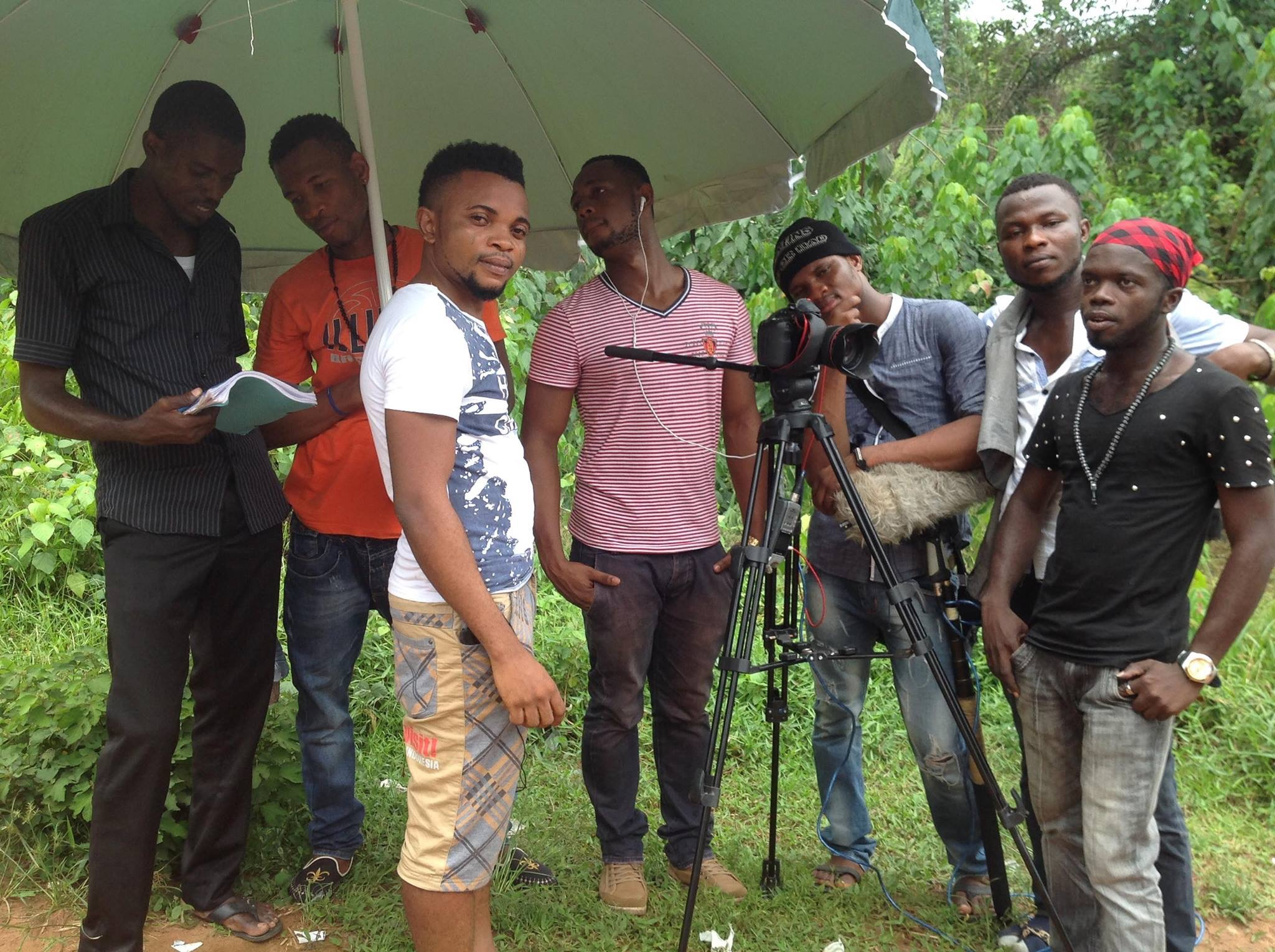
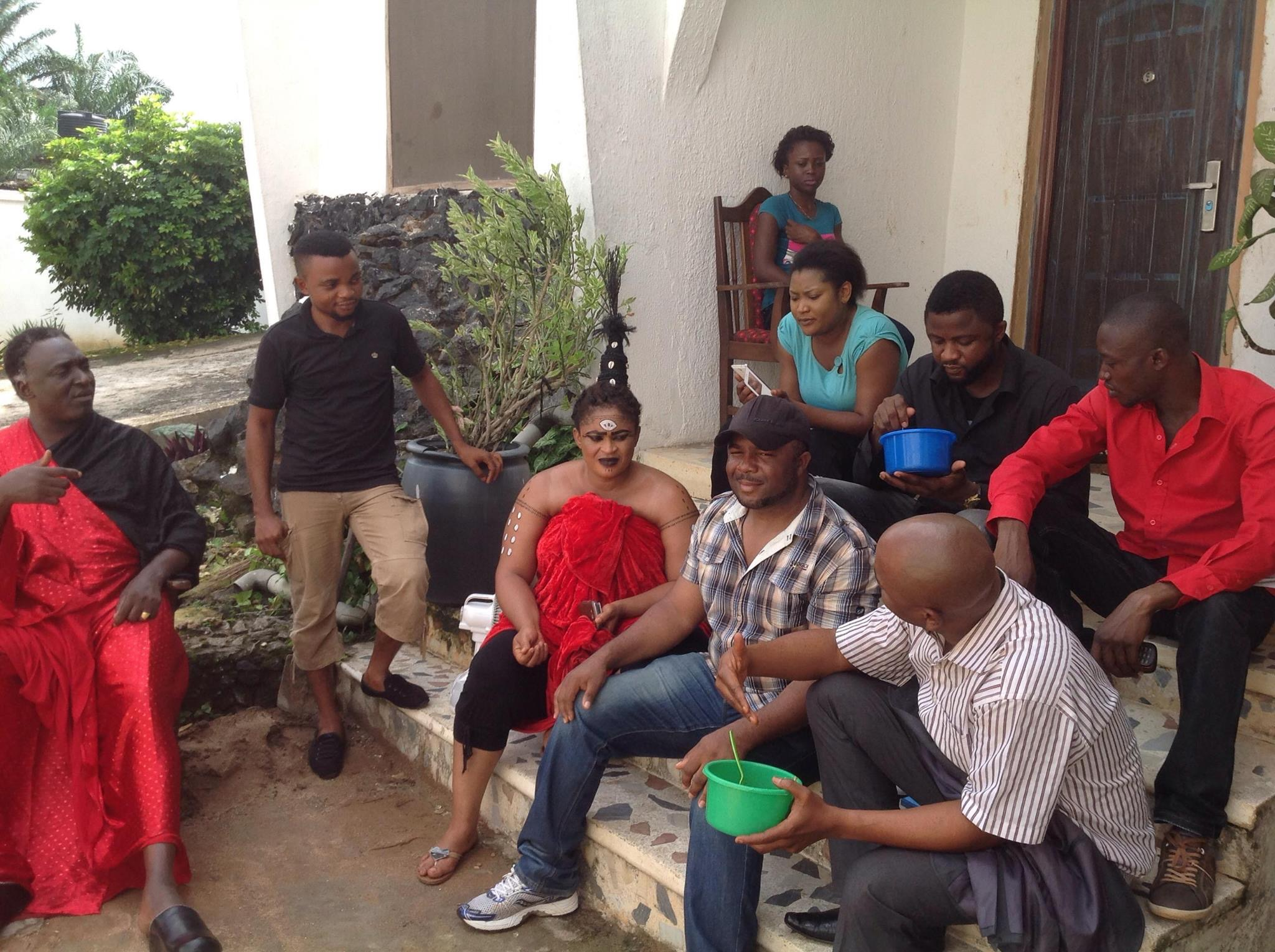
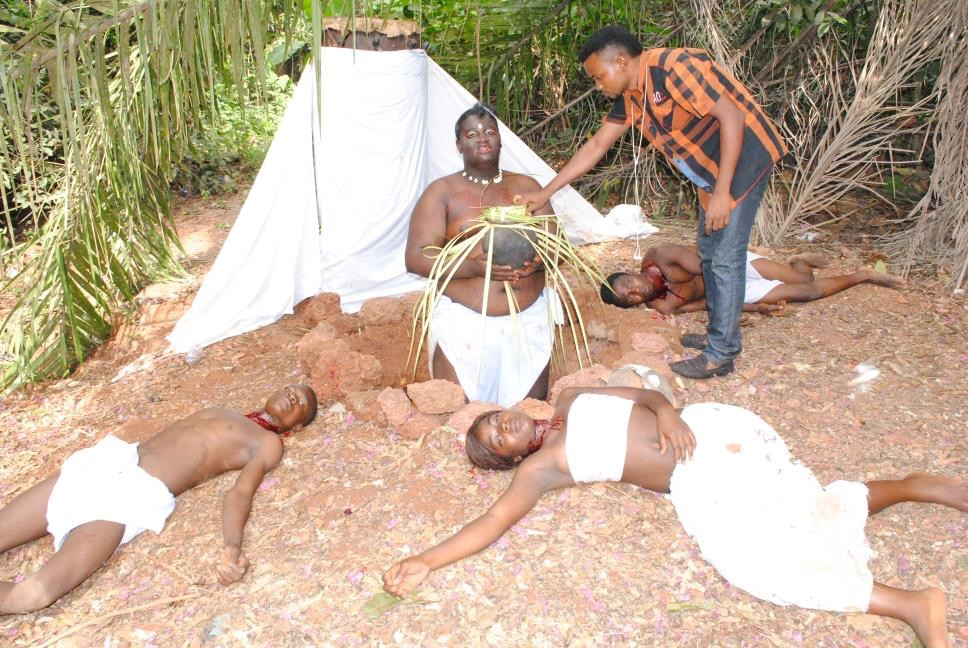